# Synaphea xela
Synaphea xela är en tvåhjärtbladig växtart som beskrevs av R.Butcher. Synaphea xela ingår i släktet Synaphea och familjen Proteaceae. Inga underarter finns listade i Catalogue of Life.